# ホファートスタディオン
ホファートスタディオン（Goffertstadion）は、オランダ・ナイメーヘンにあるサッカー専用スタジアム。NECナイメヘンがホームスタジアムとして使用している。

## 概要
1939年7月8日、オリンピスフ・スタディオンとフェイエノールト・スタディオンに次ぐ規模のスタジアムとして開場し、落成式にはベルンハルト王配が出席した。1957-58シーズンにはKNVBカップの決勝戦がこの地で開催され、VV DOSが延長戦の末にSCエンスヘーデを下して優勝を果たした。
2005年から2011年までは国内のITメーカーであるMcDOSが命名権を購入し、McDOSホファートスタディオン（McDOS Goffertstadion）と呼ばれていたが、スタジアムを保有するナイメヘン自治体はこれを認めなかったため、わずか6年でこの名前の使用は打ち切られた。
2021年10月17日、SBVフィテッセとのヘルダーラント州ダービーにてフィテッセの勝利に終わった試合後、アウェースタンドでスタンド中央に固まって飛び跳ねたことが原因となりスタンド前方が崩落した。事故発生後の調査によってスタンドの強度不足が原因と判明したため、補強工事終了まで観客の受け入れ停止措置を受けた。

## 開催された主なイベント
- 国際親善試合
  - 1975年9月3日 :  オランダ 4-1  フィンランド
  - 1976年8月31日 :  オランダ 4-1  アイスランド
  - 1978年9月20日 :  オランダ 3-0  アイスランド
  - 2006年9月6日 :  イスラエル 4-1  アンドラ
  - 2017年11月13日 :  ベネズエラ 0-1  イラン

- KNVBカップ決勝 : 2回 (1957-58, 1976-77)
- UEFA U-21欧州選手権2007
- ナイメーヘン国際フォーデーマーチオープニング（1951年-2012年)

## ギャラリー

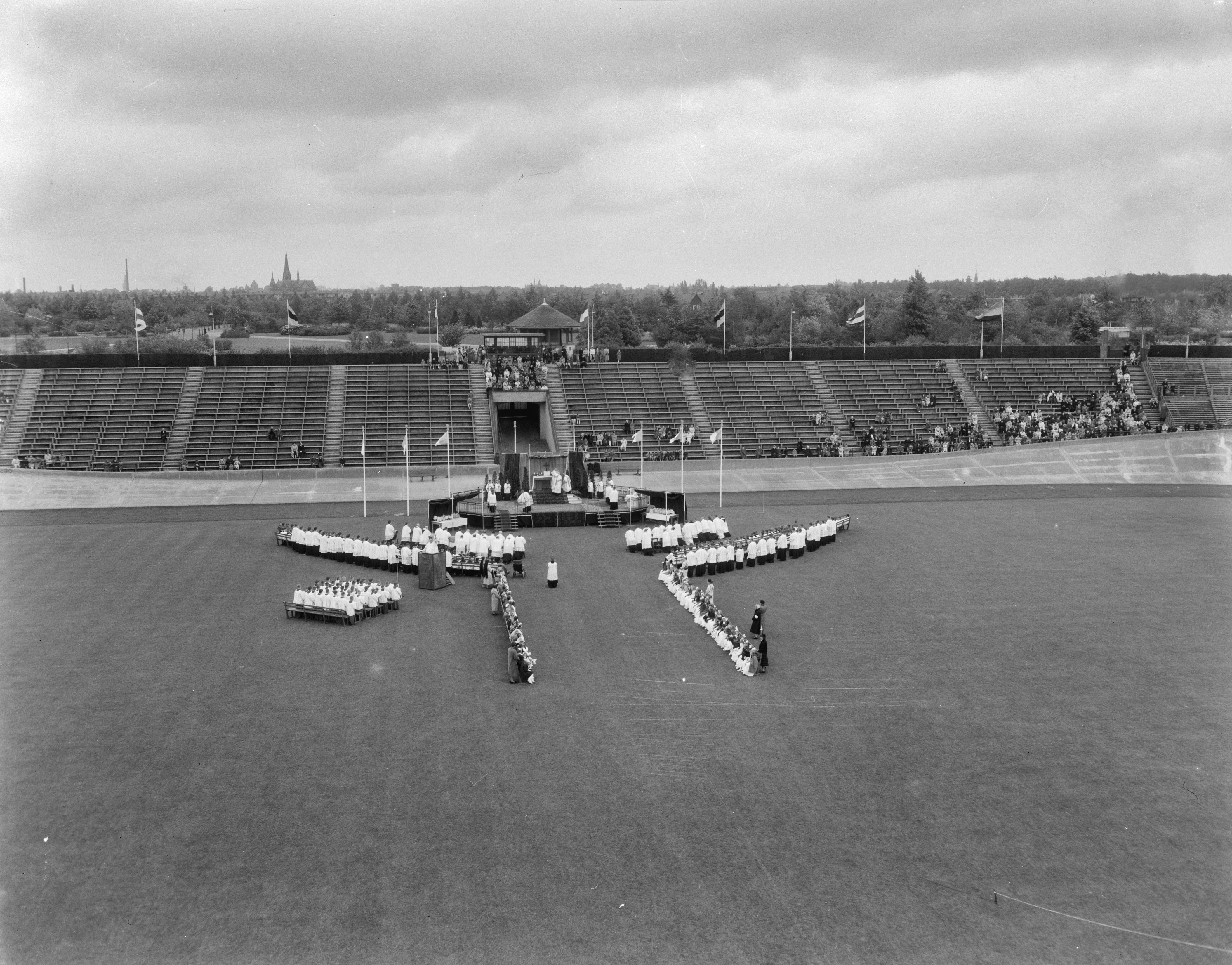
1954年のスタジアム
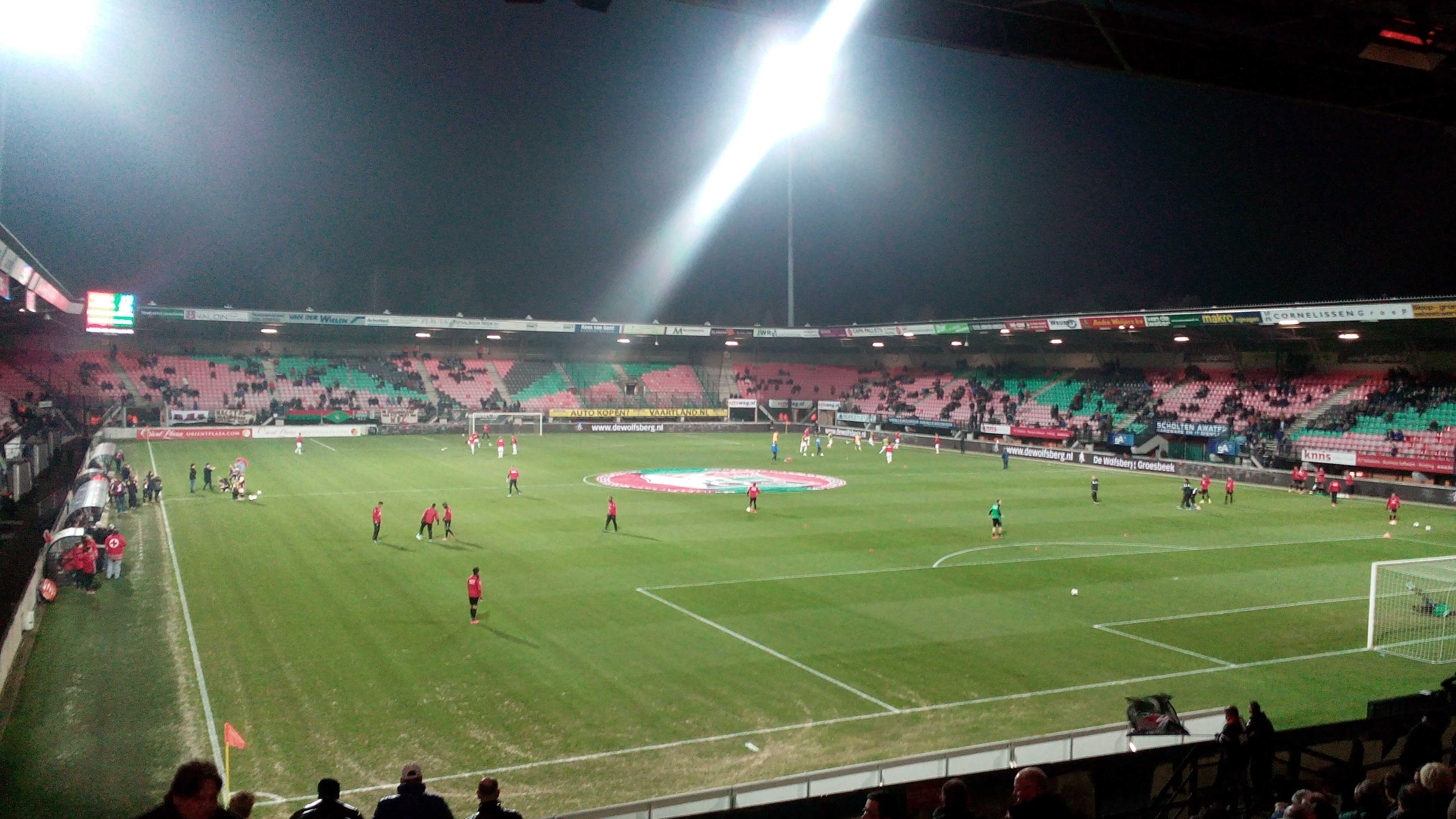
2015年のスタジアム
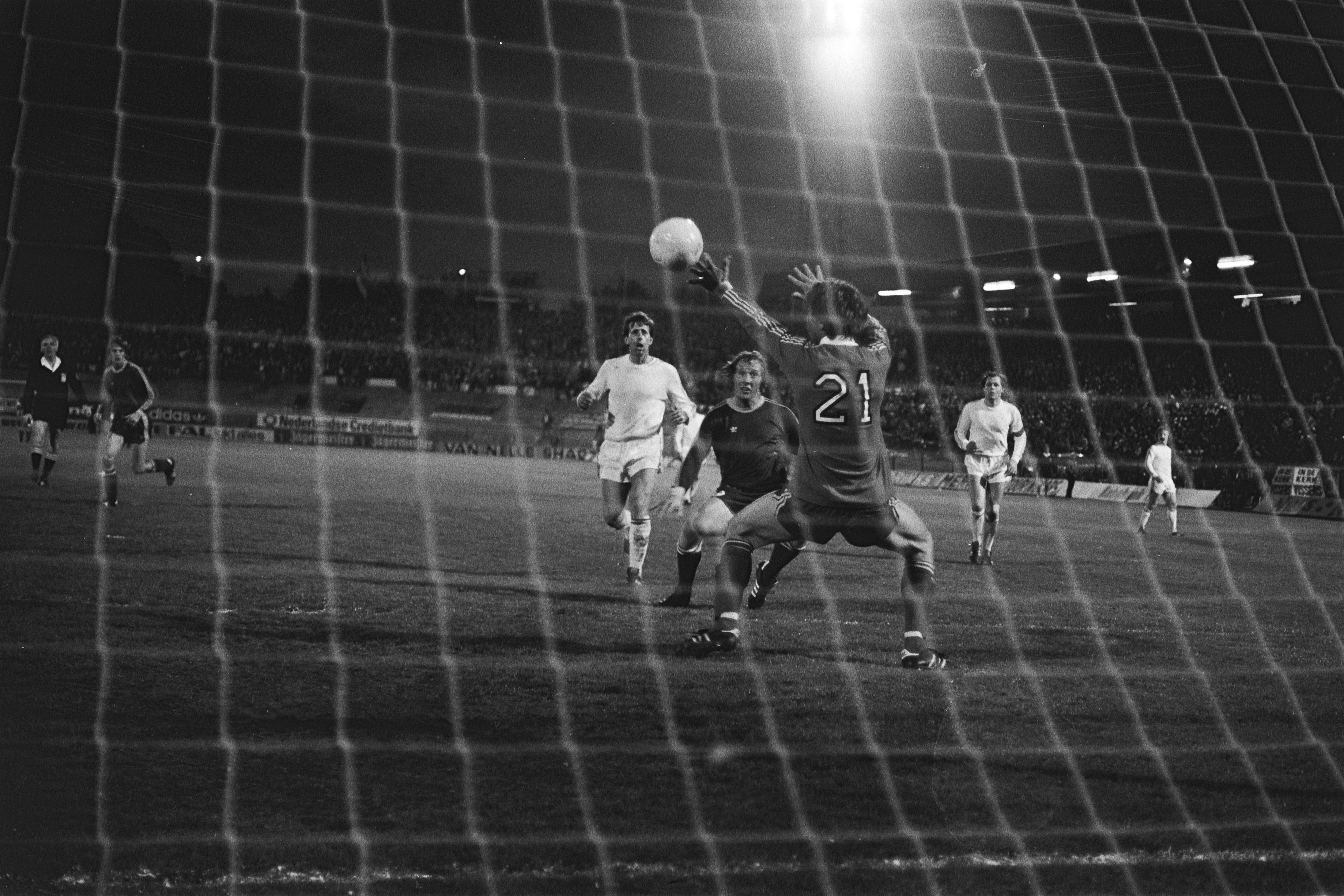
1977年のKNVBカップ決勝
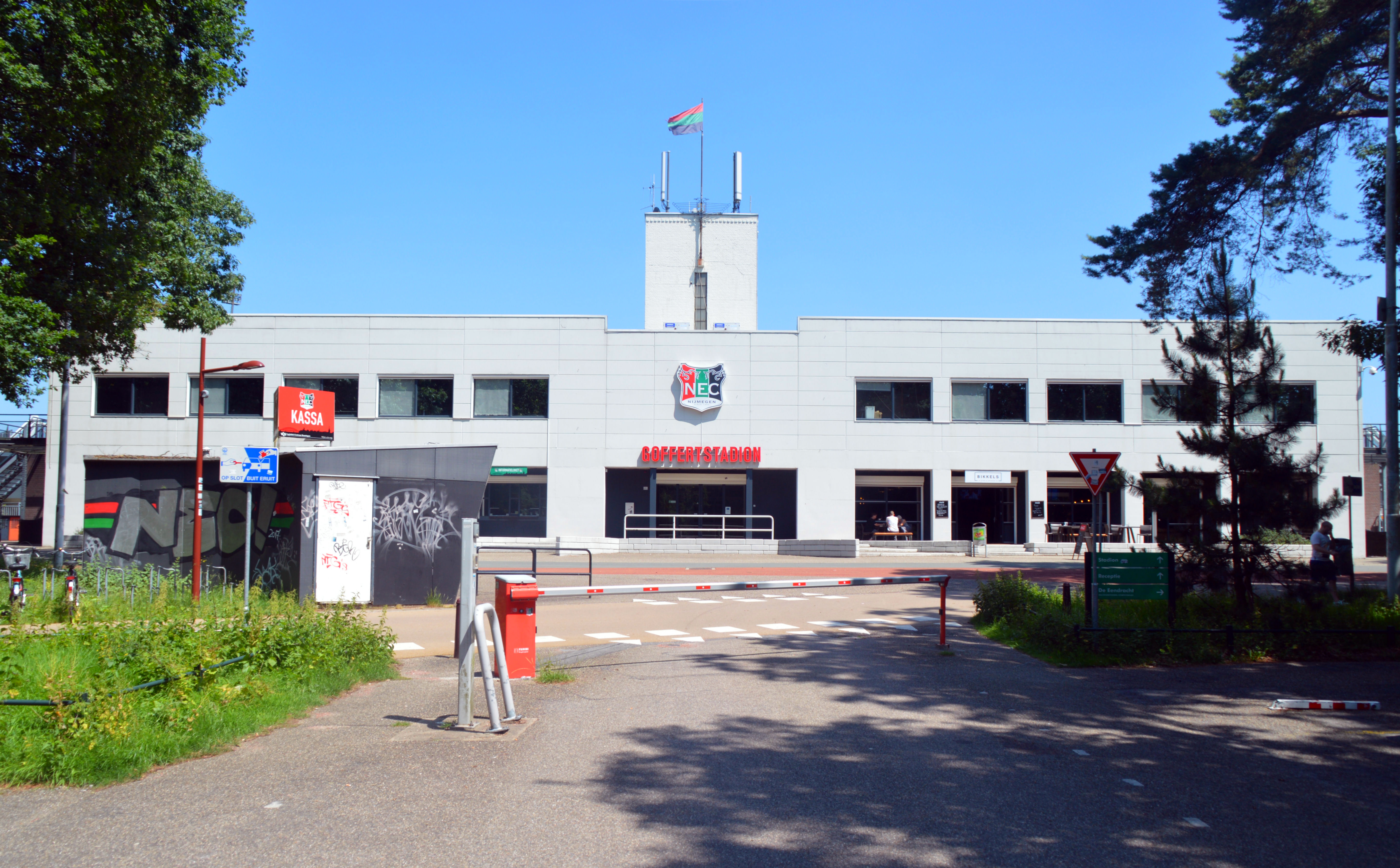
正面入り口